# Géographie de la Côte-d'Or
 (février 2025).
Si vous disposez d'ouvrages ou d'articles de référence ou si vous connaissez des sites web de qualité traitant du thème abordé ici, merci de compléter l'article en donnant les références utiles à sa vérifiabilité et en les liant à la section « Notes et références ».
Géographie de la Côte-d'Or est la géographie pour le département de la Côte-d'Or. Celui-ci, situé dans le nord-est de la France, est bordé par l'Yonne à l'ouest, la Nièvre au sud-ouest, la Saône-et-Loire au sud, le Jura au sud-est, la Haute-Saône à l'est, la Haute-Marne au nord et l'Aube au nord-ouest.

## Géographie physique
| \| Côte d'Or Arrière-côte Auxois Châtillonnais Duesmois Val de Saône Morvan Plateau de Langres La Saône \| Carte topographique et localisation des régions naturelles dans le département |
| Côte d'Or Arrière-côte Auxois Châtillonnais Duesmois Val de Saône Morvan Plateau de Langres La Saône                                                                                      |

Paysages de la Côte-d'Or :
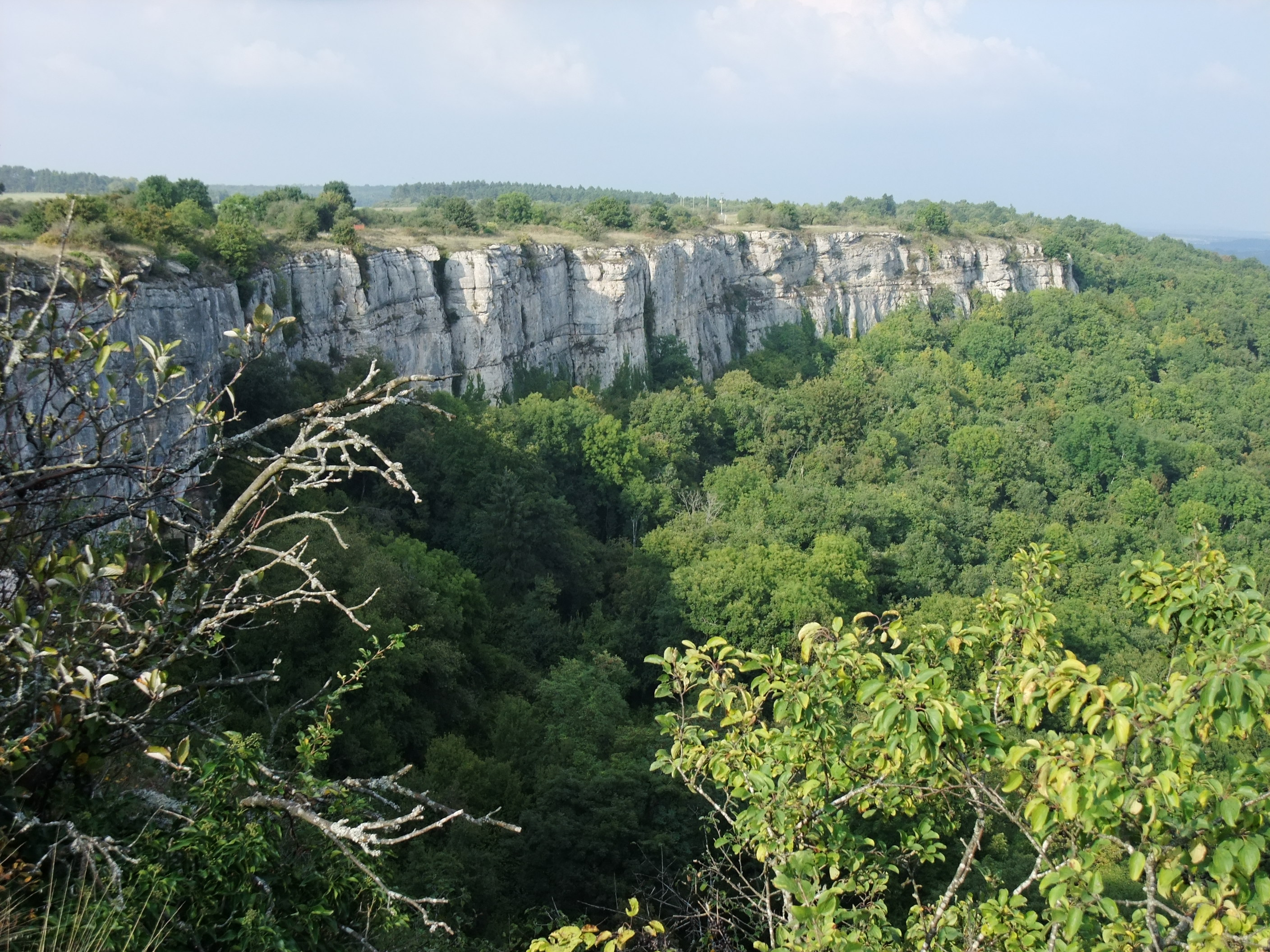
Hautes-Cotes de Beaune, dans le sud.
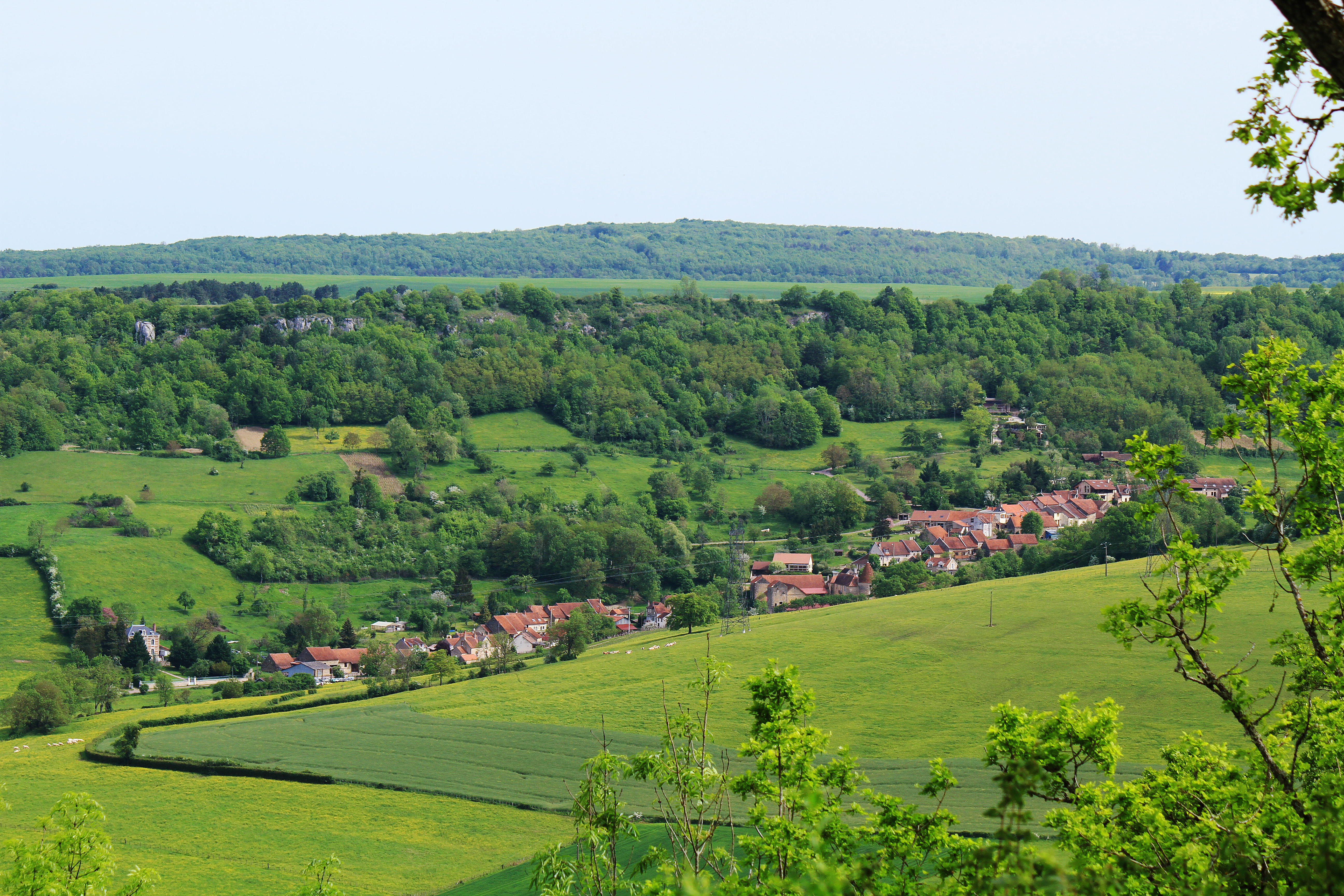
Villeferry, dans l'ouest.
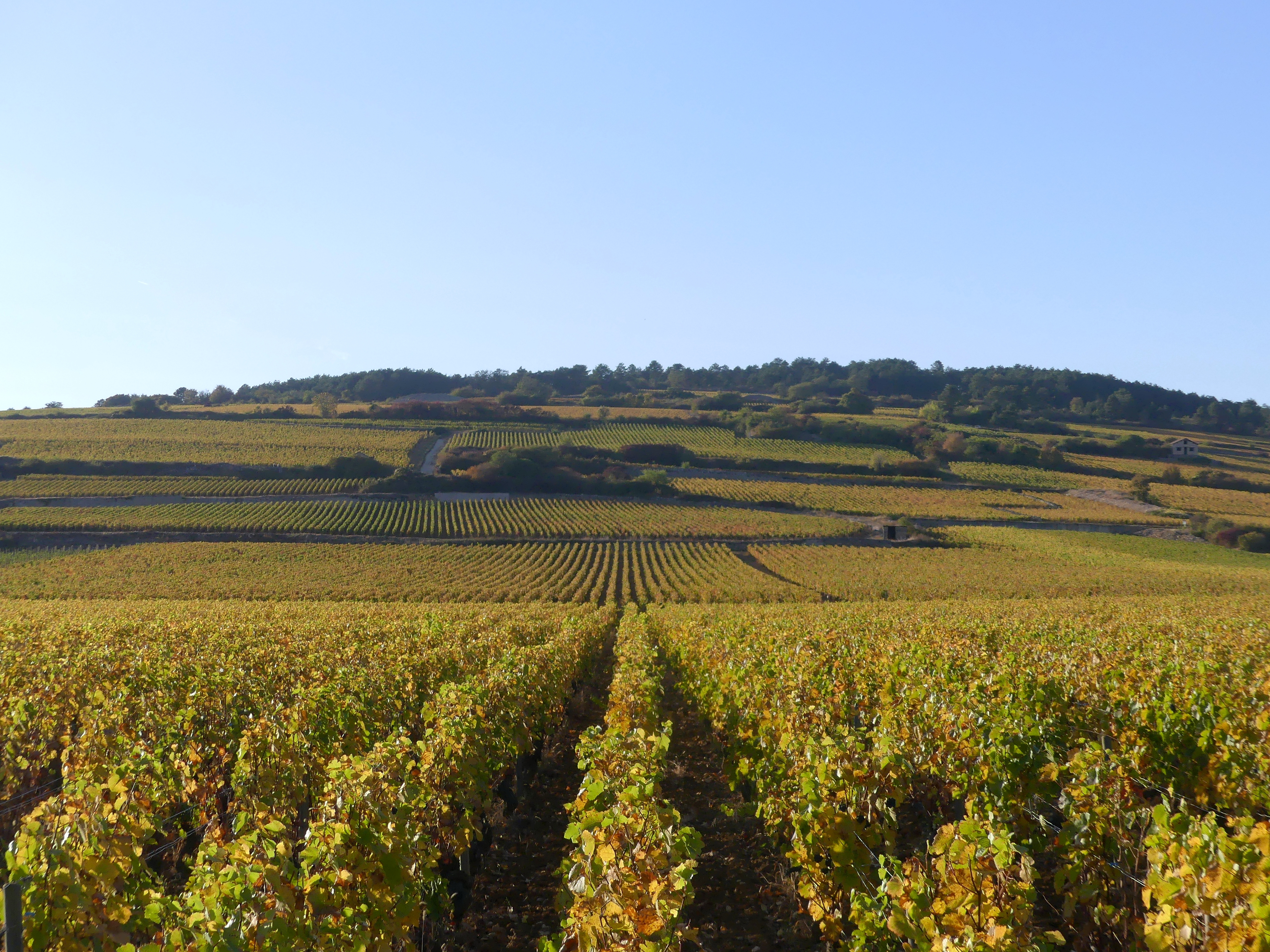
Vignobles à l'ouest de Beaune.

### Relief

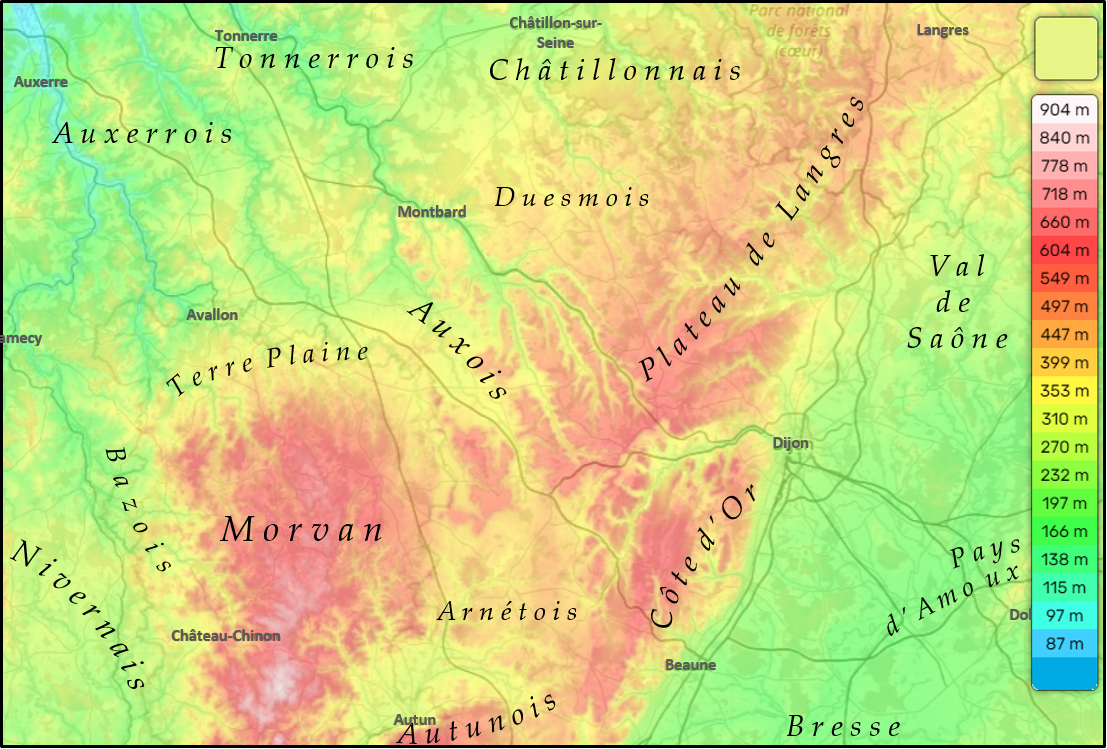
Carte topographique de la Côte-d'Or.

La Côte-d'Or est divisée en quatre grands ensembles topographiques : le Morvan au sud-ouest, les plateaux de Langres-Châtillonnais dans la moitié nord-ouest, la plaine de la Saône au sud-est et l'Auxois au centre-ouest.
Le point culminant du département, 721 m (mont de Gien) se situe dans le Morvan, dans l'exclave de Ménessaire alors que le point le plus bas 174 m se trouve à la sortie de la Saône sur la commune de Chivres.

### Géologie
- gisement houiller de Sincey[style à revoir]

### Hydrographie
La Côte-d'Or se situant sur la ligne de partage des eaux de plusieurs bassins versants, de nombreux cours d'eau la traversent ou y prennent leur source.
La Saône est la principale rivière traversant le département. Toutefois celle-ci ne traverse qu'une petite partie du département, située au sud-est. La Tille et l'Ouche sont les principales rivières se déversant dans la Saône. A l'ouest, la Seine prend sa source à Source-Seine, et collecte notamment l'Ource et l'Armançon. Au sud-ouest, l'Arroux est un affluent de la Loire. Le Point triple Rhône-Seine-Loire est sur la commune de Meilly-sur-Rouvres.
Parmi les cours d'eau artificiels, le canal de Bourgogne, construit au XVIIIe siècle, relie le bassin de la Seine au bassin du Rhône.

### Climat
Le climat de la Côte-d'Or est de type océanique à tendance semi-continentale.